# Entre el amor y el odio
Entre el amor y el odio es una telenovela mexicana producida por Televisa de la mano de Salvador Mejía y emitida por primera vez en 2002. Está basada en la radionovela Cadena de odio, de Hilda Morales de Allouis.
Está protagonizada por Susana González y César Évora; y con las participaciones antagónicas de Sabine Moussier, Alberto Estrella, Maritza Olivares y Luis Roberto Guzmán Cuenta además con la actuación estelar de Marga López y María Sorté.

## Argumento
Ana Cristina Robles y Octavio Villarreal tendrán que superar las barreras de las mentiras y enfrentarse al sentimiento que los condena. Rodeados de las malas intenciones de sus enemigos, los dos tendrán que superar los problemas uno a uno hasta llegar a su meta: estar juntos sin importar el pasado.
Ana Cristina, una joven hermosa y de carácter fuerte, es la protegida del hacendado Fernando Villarreal. Después de caer mortalmente enfermo, Fernando recibe la visita de su sobrino, Octavio Villarreal, un hombre lleno de rencor porque su tío impidió su matrimonio con su amada, Frida. Fernando muere dejando en su testamento su fábrica de zapatos a nombre de Octavio y Ana Cristina, su única familia. Sin embargo, su testamento incluye una cláusula especial: los dos deben casarse y vivir juntos un año antes de decidir que hacer con la empresa.
Marcial, el capataz de las tierras Villareal, empieza a calumniar a la inofensiva Ana Cristina y convence a Octavio para que busque a Frida. Sin esperarlo, en la convivencia crece un amor profundo entre los dos, siendo víctimas de un gran odio por parte de Marcial y Frida, ex-prometida de Octavio, que harán hasta lo imposible por separarlos.

## Elenco
- Susana González - Ana Cristina Robles / Ana Cristina Valencia Montenegro
- César Évora - Octavio Villarreal
- Sabine Moussier - Frida Díaz de Villareal
- Alberto Estrella - Marcial Andrade "Napoleón"
- Marga López - Josefa Villareal
- María Sorté - María Magdalena Ortiz vda. de Moreno
- Enrique Lizalde - Rogelio Valencia
- Carmen Salinas -  Consuelo "Chelo"
- Felicia Mercado - Lucila Montes
- Maritza Olivares - Cayetana "La tía Galleta"
- Silvia Manríquez - Rosalía
- Harry Geithner - Everardo Castillo
- Luz Elena González - Fuensanta de Moreno
- Luis Roberto Guzmán - Gabriel Moreno Ortiz
- Fabián Robles - José Alfredo Moreno Ortiz
- Joaquín Cordero - Fernando Villarreal
- Ninón Sevilla - Macarena Nogales
- Elizabeth Aguilar - Mirna Nogales de Amaral
- Mauricio Aspe - Tobías Morán
- Eduardo Noriega - Moisés Moyano
- Juan Carlos Serrán - Vicente "Chente" Amaral
- Vanessa Guzmán - Juliana Valencia Montes
- Rubén Morales - Padre Jesús Alarcón
- Manuel "el Loco" Valdés - Rigoberto "Rigo" Alarcón
- Oscar Traven - Nicolás Villarreal
- Jacqueline Bracamontes - Leonela Montenegro de Valencia
- Miguel Córcega - Manuel Robles "Padre"
- Juan Carlos Casasola - El Catrín
- Marlene Favela - Cecilia Amaral
- José Luis Reséndez - Nazario Amaral
- Violeta Isfel - Paz
- José Ángel García - Rodolfo Moreno
- Ofelia Cano - Rebeca Ortiz
- Tatiana Martínez - Lucía
- Blanca Torres - Enriqueta
- Jorge Luis Pascual - Rogelio Valencia (joven)
- Freddy Ortega - Caco
- Germán Ortega - Keco
- Patricia Romero - Lucha
- Radamés de Jesús - Marcelino
- Pablo Montero - Ánimas "Alma Caritativa"
- Ernesto Alonso - Abad
- Arturo Peniche - Fabio Sacristán
- Víctor Noriega - Paulo Sacristán
- Aurora Alonso - Prudencia
- Marcial Casale - Trinidad
- Carlos Amador - Chito
- Juan Ignacio Aranda - Facundo
- Jaime Lozano - Dr. Edgardo Ramos
- Alberto Loztin - Rubén Alarcón
- Benjamín Rivero - El Ratón
- Armando Palomo - Libertad
- Héctor Cruz -  Padre Manuel Robles (joven)
- Susana Lozano - Goya
- Claudia Cervantes - Elena
- Humberto Elizondo - Dr. Ortega
- Aldo Monti - Lorenzo Ponti
- Irma Torres - Mirta
- Rodolfo Reyes - Teodoro
- Vicente Torres - Adrián
- Alberto Díaz - Arturo
- Norma Reyna - Luz
- Manuel Benítez - Iván
- Roberto Meza - Ismael
- Fernando Nesme - Oscar
- Andrés Garza - Fernando "Fernandito"  Villarreal Díaz Valencia
- Alejandro Hernández - Juan Manuel Villarreal Valencia / Andrade Díaz
- Omar Ayala - El Tractor
- Jessica Jurado - Martha del Castillo
- Aleida Núñez - India
- Gerardo Gallardo - Monje
- Julio Escalero - Monje

## Producción
- Historia original: Hilda Morales de Allouis
- Versión para la T.V.: Liliana Abud
- Adaptación: Jaime García Estrada, Orlando Merino
- Edición literaria: Dolores Ortega
- Escenografía: María Teresa Ortíz
- Ambientación: Esperanza Carmona
- Diseño de vestuario: Mónica Aceves, Mariana Melgarejo
- Tema de entrada: Entre el amor y el odio
- Autor: Alejandro Jaén
- Intérprete: Ángel López
- Música original: Jorge Avendaño
- Coordinación de musicalización: Luis Alberto Diazayas
- Coordinación de producción: Laura Mezta
- Edición: Marco Antonio Rocha, Alfredo Frutos Maza
- Supervisor de edición: Adrián Frutos Maza
- Dirección de cámaras en locación: Manuel Barajas
- Dirección de escena en locación: Edgar Ramírez
- Productora asociada: Nathalie Lartilleux Nicaud
- Dirección de cámaras: Jesús Nájera Saro
- Dirección de escena: Miguel Córcega
- Productor ejecutivo: Salvador Mejía Alejandre

## Premios y nominaciones

### Premios TVyNovelas 2002
| Categoría                 | Persona          | Resultado |
| ------------------------- | ---------------- | --------- |
| Mejor actor protagónico   | César Évora      | Nominado  |
| Mejor villano             | Alberto Estrella | Nominado  |
| Mejor actriz de reparto   | Carmen Salinas   | Nominada  |
| Mejor revelación femenina | Susana González  | Ganadora  |

### Premios INTE
| Año  | Categoría          | Persona          | Resultado |
| ---- | ------------------ | ---------------- | --------- |
| 2003 | Telenovela del año | Salvador Mejía   | Nominada  |
| 2003 | Actor del año      | César Évora      | Nominado  |
| 2003 | Actor de reparto   | Alberto Estrella | Nominado  |
| 2003 | Actriz de reparto  | María Sorté      | Nominada  |

### Premios Palmas de Oro 2003
| Año  | Categoría               | Persona     | Resultado |
| ---- | ----------------------- | ----------- | --------- |
| 2003 | Mejor actor protagónico | César Évora | Ganador   |